# Chesias scanica
Chesias scanica är en fjärilsart som beskrevs av Burrau 1950. Chesias scanica ingår i släktet Chesias och familjen mätare. Inga underarter finns listade i Catalogue of Life.